# Decreto Ley 520
El Decreto Ley 520 fue un decreto ley chileno de 1932, promulgado durante la efímera República Socialista, que creó el Comisariato General de Subsistencias y Precios. Instaurado en medio de la Gran Depresión, el organismo tenía como fin fijar precios y perseguir y castigar la especulación y el acaparamiento de artículos de primera necesidad. También contaba con la facultad de expropiar industrias.
En 1953 el Comisariato de Subsistencias se transformó en la Superintendencia de Precios y posteriormente en la Dirección de Industria y Comercio (Dirinco). Los preceptos originales del DL 520 sobre expropiación de recintos industriales, no obstante, se mantuvieron vigentes y fueron claves en 1970 para la implementación del programa económico del gobierno de Salvador Allende.
Tras el golpe de Estado de 1973, la dictadura militar derogó el DL 520 en 1980.

## Antecedentes y creación
En medio de la crisis económica que golpeaba a Chile producto de la Gran Depresión, y ante la constante y abusiva alza de precios de artículos de primera necesidad, en mayo de 1931 el gobierno de Carlos Ibañez del Campo otorgó a las municipalidades la facultad de fijar los precios de esta clase de artículos y sancionar a los especuladores y acaparadores. Un año después, el gobierno de Juan Esteban Montero suspendió estas disposiciones y creó, en cambio, la Comisión Central de Precios y las comisiones departamentales de precios. La Comisión Central estaba integrada por representantes del gobierno, del comercio, la agricultura y los consumidores, y tenía la postestad de normar la fijación de precios máximos y evitar las acaparaciones.
A las pocas semanas de la creación de la Comisión Central de Precios, un golpe de Estado puso fin al gobierno de Montero y en su lugar asumió la autodenominada República Socialista, que rápidamente comenzó a implementar —mediante decretos leyes— numerosas medidas para nacionalizar la economía. En este contexto, el 30 de agosto de 1932 el gobierno de Cárlos Dávila promulgó el Decreto Ley 520, que reemplazaba la Comisión Central de Precios por el Comisariato General de Subsistencias y Precios. 
El DL 520 había sido sido elaborado por una comisión presidida por el ministro del Trabajo Juan Bautista Rossetti e integrada por personal técnico y profesores de las cátedras de Derecho Penal y Comercial de la Universidad de Chile. La necesidad de reemplazar la Comisión Central de Precios por un nuevo organismo, según el ministro Rossetti, se debía a que la comisión era un cuerpo colegiado cuyos miembros carecían de conocimientos técnicos y, por lo tanto, era lenta e ineficaz, ya que para cualquier decisión debía contar —al igual que las comisiones departamentales— con mayoría de votos. El Comisariato de Precios, en cambio, sería un órgano ejecutivo con personal especializado y con mayor poder sancionatorio.

## Contenido
El DL 520 estaba segmentado en once títulos y setenta y un artículos. En sus disposiciones generales establecía que el objetivo del Comisariato de Subsistencias era «asegurar a los habitantes de la República las más convenientes condiciones económicas de vida» (art. 2) y que lo haría «mediante la adquisición y el control de la calidad y precio de los artículos de primera necesidad y de uso o consumo habitual, en todo lo que respecte a alimentos, vestuario, calefacción, alumbrado, transportes, productos medicinales y materias primas de dichas especies y servicios, atendidos, para la fijación de precios, los costos de producción, gastos inevitables y utilidades legítimas» (art. 3).
En lo fundamental, dejaba sujetos al control directo del Comisariato General de Subsistencias y Precios la producción, manufactura, importación, exportación, distribución y transporte de los artículos que el presidente de la República declarara de primera necesidad o de uso o consumo habitual, a propuesta del comisario general (art. 22). Asimismo, contaba con más de veinte atribuciones, entre ellas: determinar los artículos de primera necesidad que debían gozar de preferencia para su acarreo por las empresas de transportes particulares o fiscales, dictar las medidas que estimara necesarias para evitar el acaparamiento de los artículos de primera necesidad, sancionar con multa o comiso el expendio de artículos adulterados o nocivos para la salud, estimular la formación de cooperativas de producción y consumo, importar o adquirir los artículos declarados de primera necesidad o sus materias primas, y decretar la clausura de los establecimientos comerciales o industriales que desobedecieran las órdenes de los comisariatos (art. 23).
El decreto ley, además, otorgaba al Comisariato la facultad de establecer almacenes de artículos de primera necesidad (art. 26) y también cocinas populares, por cuenta del Estado, para proporcionar comida a bajo precio (art. 46).

### Preceptos expropiatorios
Entre sus disposiciones generales, también establecía en los artículos 4.º, 5.º, 6.º, 7.º y 8.º preceptos que permitían expropiar industrias «en receso» o que incumplieran «la obligación de producir o elaborar artículos declarados de primera necesidad»:

Art. 4.º Para el solo efecto de atender a las necesidades imperiosas de la subsistencia del pueblo, se declaran de utilidad pública los predios agrícolas, las empresas industriales y de comercio y los establecimientos dedicados a la producción y distribución de artículos de primera necesidad; y se autoriza al Presidente de la Republica para expropiarlos en los casos taxativamente enumerados en los artículos 5.º y 6.º y de conformidad a las normas de procedimiento que señala la presente ley.

Art. 5.º Todo establecimiento industrial o comercial, y toda explotación agrícola que se mantenga en receso, podrá ser expropiada por el Presidente de la República, a solicitud del Comisario General de Subsistencias y Precios, previo informe favorable del Consejo de Defensa Fiscal y del Consejo Técnico respectivo.

Art. 6.º El Presidente de la República, a propuesta del Comisario General, podrá imponer a los productores la obligación de producir o elaborar artículos declarados de primera necesidad, en las cantidades, calidades y condiciones que determine.
El incumplimiento de dicha obligación lo autorizará para expropiar, con los requisitos señalados en el artículo anterior, el establecimiento, empresa o explotación del productor rebelde, todo sin perjuicio de las demás sanciones que establece esta ley.

Art. 7.º Decretada la expropiación, el Comisariato tomará, desde luego, posesión de los bienes expropiados. En lo demás, la expropiación se regirá por las disposiciones contenidas en el Libro IV Título XVI, del Código de Procedimiento Civil.

Art. 8.º El Comisariato podrá explotar directamente las empresas que se expropien.
Decreto Ley 520

El gobierno de Dávila y la República Socialista llegaron a su fin el 13 de septiembre de 1932, dos semanas después de la entrada en vigencia del DL 520. Pese a la ilegitimidad de origen, de todas maneras el Decreto Ley 520 —al igual que otros decretos leyes promulgados por la efímera administración de Carlos Dávila— fue validado por el Ejecutivo, el Congreso y el Poder Judicial, y modificado una decena de veces durante las dos décadas siguientes. En 1945 se promulgó el reglamento del DL 520. En 1953, el Comisariato se transformó en la Superintendencia de Abastecimientos y Precios y el texto del DL 520 fue refundido; posteriormente, en 1960, se convirtió en la Dirección de Industria y Comercio (Dirinco), y en 1968 se refundió la normativa de tipo económico referente a la Dirinco.  Los preceptos relacionados con la expropiación de industrias —ahora a través de la Dirinco— se mantuvieron vigentes, y hasta 1970 seguirían sin ser utilizados.

## Utilización durante la Unidad Popular
El Decreto Ley 520 fue clave en la implementación del programa de nacionalización de la Unidad Popular durante el gobierno de Salvador Allende. En 1970, después de la elección presidencial pero antes de la asunción de Allende como presidente de la República, un funcionario de Dirinco puso al tanto al futuro director Alberto Martínez de la existencia del DL 520 y de las facultades expropiatorias que poseía Dirinco. Martinez, a su vez, informó al abogado Eduardo Novoa, asesor jurídico de Allende y autor de la estrategia de «resquicios legales» con que el gobierno estarizaría la economía. El nuevo gobierno no perdió el tiempo: tras comprobar su validez legal y contar con la autorización del Consejo de Defensa del Estado, el 1 de diciembre de 1970 —a cuatro semanas de asumir el poder— lo aplicó por primera vez para expropiar la empresa Bellavista Tomé, fábrica textil que estaba paralizada desde septiembre, tras el triunfo de Allende. Bellavista Tomé fue, de esta manera, la primera empresa expropiada por el gobierno de la Unidad Popular. Según Novoa, la tramitación de la expropiación de Bellavista Tomé «fue la prueba de fuego a que quedaron sometidos los preceptos contenidos en el DL 520 de 1932, pues una entidad jurídica del nivel y del prestigio del Consejo de Defensa del Estado debía comprobar la regularidad de la expropiación. La prueba fue salvada airosamente».
En los meses siguientes el gobierno expropió, por estar «en receso», las empresas Lanera Austral, Fiap Tomé y Fabrilana. El DL 520, de todas maneras, sería poco utilizado y el gobierno lo invocaría para expropiar solo ocho empresas, casi todas del área textil.

### «Resquicios legales»
Junto con otras normas utilizadas para nacionalizar la economía, el Decreto Ley 520 fue parte de lo que la oposición al gobierno de la Unidad Popular llamó posteriormente «resquicios legales». Según Eduardo Novoa, habría sido El Mercurio quien bautizó a este conjunto de preceptos como «resquicios legales», ya que su uso extendido comenzó en agosto de 1972, después de una publicación del matutino en donde hacía uso del término. Antes de esta fecha, El Mercurio los había calificado como «contrarios a la Constitución» y «de no tener existencia»; también hablaba de «disposiciones olvidadas y de dudosa validez...» y de «interpretaciones extremadas o tortuosas de la legislación» (incluso, el matutino posteriormente habló de «resquicios ilegales»). Sin embargo, en un editorial publicado el 21 de febrero de 1972, seis meses antes que El Mercurio, La Nación ya se refería a estos preceptos como «resquicios legales». Novoa, por su parte, aceptó este apelativo, ya que «hacía falta un nombre para ellos y que ése era bastante significativo. En todo caso, me hizo gracia y empecé a emplearlo risueñamente en lo coloquial y en notas y comunicaciones personales».
Durante el gobierno de Allende, la oposición presentó un proyecto de reforma constitucional conocido como Hamilton-Fuentealba, cuyo objetivo era frenar el proceso de estatización que llevaba adelante la Unidad Popular, mediante la limitación o la puesta a término de los «resquicios legales», entre ellos el DL 520. No obstante, y pese a ser aprobada por el Congreso Pleno, la reforma aún no había sido promulgada al momento del golpe de Estado del 11 de septiembre de 1973.
El Decreto Ley 520 finalmente fue derogado por la dictadura militar en 1980.